# لو فنسنت
لو فنسنت (بالإنجليزية: Lou Vincent)‏ (11 نوفمبر 1978 في نيوزيلندا - ) هو لاعب كريكت نيوزلندي. شارك مع منتخب نيوزيلندا الوطني للكريكت. أما مع النوادي، فقد لعب مع نادي مقاطعة لانكشر للكريكت ‏ ونادي مقاطعة ورسسترشاير للكريكيت ‏ وKhulna Tigers ‏ ونادي مقاطعة نورثامبتونشير للكريكت ‏ ونادي مقاطعة ساسكس للكركيت ‏ وفريق أوكلاند للكريكت ‏ وSuffolk County Cricket Club ‏.

## وصلات خارجية
- لو فنسنت على موقع إي آس بي آن كريك إنفو (الإنجليزية)